# كرم شريفي (مقاطعة فيروزآباد)
كرم شريفي (بالإنجليزية: Mazraeh-ye Mohammad Karam Sharifi)‏ هي human-geographic territorial entity تقع في فارس في إيران. يقدر عدد سكانها بـ 8 نسمة .